# Winchester Repeating Arms Company
Winchester Repeating Arms Company – amerykańska firma zajmująca się wytwarzaniem broni palnej, założona w roku 1866 przez Olivera Winchestera, mająca swoją siedzibę w New Haven, w stanie Connecticut. Firma w czasie I wojny światowej produkowała na zamówienie Rosji karabiny wz. 1895, a w okresie II wojny światowej 7,62 mm karabiny samopowtarzalne Garand M1 i karabinki samopowtarzalne Winchester M1, M1A1 i M2. Oprócz broni strzeleckiej produkowała również broń myśliwską i amunicję. Marka Winchester jest obecnie używana na podstawie licencji przez dwie spółki zależne należące do Herstal Group – Fabrique Nationale de Herstal (FN) z Belgii oraz Browning Arms Company.

## Dyrektorzy
- Oliver Winchester (1857–1880)
- William Wirt Winchester (1880–1881), syn Olivera Winchestera
- William Converse (1881–1890), mąż Mary A. Pardee
- Thomas Gray Bennett (1890–1910), mąż Hannah Jane Winchester
- George E. Hudson (1910–1915), wspólnik Olivera Winchestera
- Winchester Bennett (1915–1918), syn Thomasa Gray Bennetta
- Thomas Gray Bennett (1918–1919)